# Beth Behrs
Beth Behrs, född 26 december 1985 i Lancaster i Pennsylvania, är en amerikansk skådespelerska. Hon spelar rollen Caroline Channing i komediserien Två panka tjejer.
Hon har en syster som är sex år yngre. Behrs flyttade till staden Lynchburg i Virginia år 1989 där hon växte upp. Hon började spela teater vid fyra års ålder och spelade fotboll när hon växte upp.
När hon var femton år flyttade familjen till Marin County i Kalifornien. Hon började läsa på Tamalpais High School år 2001, där hon blev antagen till skolans dramaprogram.  Behrs fortsatte studierna vid American Conservatory Theater i San Francisco och medverkade också i musikalerna Dangling Conversations: The Music of Simon and Garfunkel, Korczak’s Children och A Bright Room Called Day.
Behrs flyttade till Los Angeles i Kalifornien år 2004, och studerade drama på UCLA School of Theater, Film and Television.  Hon började gå på auditions under sitt sista år i skolan. Hon fick sin första filmroll i tonårskomedin American Pie Presents: The Book of Love. Hon fick senare roller i tv-serier som NCIS: Los Angeles och Castle. År 2011 hade karriären delvis dalat och hon arbetade som nanny på Geffen Playhouse i Westwood, Los Angeles när hon gick på audition för komediserien Två panka tjejer (2 Broke Girls). Hon fick rollen som Caroline Channing efter sju auditions framför producenterna. I mars 2015 meddelade kanalen CBS som sänder serien att de planerade en femte säsong av serien.
Behrs medverkade i realityserien It's a Brad, Brad World som gäst år 2013, hon var också prisutdelare på Academy of Country Music Awards 2013. Hon gjorde rösten till figuren Carrie Williams i Pixarfilmen Monsters University.